# Градежница
Градежница (болг. Градежница) — село в Болгарии. Находится в Ловечской области, входит в общину Тетевен. Население составляет 1 837 человек.

## Политическая ситуация
В местном кметстве Градежница, в состав которого входит Градежница, должность кмета (старосты) исполняет Свилен Алдинов Русинов (Движение за права и свободы (ДПС)) по результатам выборов.
Кмет (мэр) общины Тетевен — Николай Петров Павлов (Граждане за европейское развитие Болгарии (ГЕРБ)) по результатам выборов.